# Distretto di Aïn Kercha
Il distretto di Aïn Kercha è un distretto della provincia di Oum el-Bouaghi, in Algeria, con capoluogo Aïn Kercha.

## Comuni
Sono comuni del distretto:
- Aïn Kercha
- El Harmilia
- Hanchir Toumghani